# Fannie Mae
A Federal National Mortgage Association (FNMA), conhecida como Fannie Mae, é uma empresa de capital aberto, garantida pelo governo  dos Estados Unidos (government sponsored enterprise ou GSE), autorizada a conceder e garantir empréstimos.  O apelido "Fannie Mae" é uma criação fonética, a partir da sigla da empresa, que permite identificá-la mais facilmente.
Fannie Mae era líder do mercado secundário de hipotecas do país, o qual se destina a dar liquidez aos geradores de hipotecas, de modo que as empresas de poupança, empréstimo e hipotecas, bem como os bancos comerciais e agentes financeiros públicos do setor habitacional possam financiar os adquirentes da casa própria.
Até setembro de 2008, Fannie Mae e a Federal Home Loan Mortgage Corporation (Freddie Mac) possuíam ou garantiam aproximadamente a metade do mercado de hipotecas dos EUA, que totalizava US$12 trilhões . Por essa razão, as duas empresas foram  particularmente  afetadas pela crise que atingiu o mercado habitacional, a partir de 2007. Em 7 de setembro de 2008, James Lockhart, diretor da Federal Housing Finance Agency - FHFA (Agência Federal de Financiamento Habitacional), anunciou que Fannie Mae e Freddie Mac sofreriam intervenção (conservatorship) da FHFA. Foi uma das mais drásticas intervenções do governo no mercado financeiro privado em muitas décadas.
Em 2022, a empresa figurou na trigésima-terceira posição entre as 500 maiores empresas dos EUA, segundo a Fortune.

## História
Fannie Mae foi criada como uma agência governamental, em 1938, como parte do New Deal de Franklin Delano Roosevelt, a fim de dar liquidez ao mercado de hipotecas.  Nos trinta anos seguintes, Fannie Mae deteve o virtual monopólio do mercado secundário de hipotecas nos Estados Unidos.
Em 1968, foi convertida em empresa privada,  deixando de ser avalista das hipotecas geradas pelo governo. Essa responsabilidade passou à nova Government National Mortgage Association (Ginnie Mae).
Em 1995, Fannie Mae começou a aceitar créditos habitacionais  subprimes. Segundo The New York Times, a empresa estava sendo pressionada pela administração Clinton para facilitar a concessão de empréstimos hipotecários à população de baixa e média renda.
Fannie Mae foi colocada sob intervenção do governo dos Estados Unidos em 7 de Setembro de 2008.